# The Astonishing
The Astonishing je třinácté studiové album americké progresivní metalové skupiny Dream Theater. Vydáno bylo 29. ledna 2016 společností Roadrunner Records. Jeho nahrávání probíhalo od ledna do září (s letní přestávkou) v Glen Cove ve státě New York. jde o konceptuální album, jehož příběh vymyslel kytarista John Petrucci (rovněž producent alba), který je autorem textů a spolu s klávesistou Jordanem Rudessem rovněž skladatelem hudby. Příběh se odehrává v dystopické budoucnosti ve Spojených státech. Kapelu na desce doprovázel orchestr – Filharmonici města Prahy.
Album se umístilo v britském žebříčku na 12. místě, a v žebříčku Billboard 200 na 24. místě a v Česku na 9. místě. 

## Seznam skladeb
Autorem veškerých textů je John Petrucci, hudbu složili Petrucci a Jordan Rudess.
První část
1. Descent of the NOMACS – 1:10
2. Dystopian Overture – 4:50
3. The Gift of Music – 4:00
4. The Answer – 1:52
5. A Better Life – 4:39
6. Lord Nafaryus – 3:28
7. A Savior in the Square – 4:13
8. When Your Time Has Come – 4:19
9. Act of Faythe – 5:00
10. Three Days – 3:44
11. The Hovering Sojourn – 0:27
12. Brother, Can You Hear Me? – 5:11
13. A Life Left Behind – 5:49
14. Ravenskill – 6:01
15. Chosen – 4:32
16. A Tempting Offer – 4:19
17. Digital Discord – 0:47
18. The X Aspect – 4:13
19. A New Beginning – 7:40
20. The Road to Revolution – 3:35

Druhá část
1. 2285 Entr'acte – 2:20
2. Moment of Betrayal – 6:11
3. Heaven's Cove – 4:19
4. Begin Again" 	3:54
5. The Path That Divides – 5:09
6. Machine Chatter – 1:03
7. The Walking Shadow – 2:58
8. My Last Farewell – 3:44
9. Losing Faythe – 4:13
10. Whispers on the Wind – 1:37
11. Hymn of a Thousand Voices – 3:38
12. Our New World – 4:12
13. Power Down – 1:25
14. Astonishing – 5:51

## Obsazení
Dream Theater
- James LaBrie – zpěv
- John Petrucci – kytara
- Jordan Rudess – klávesy, syntezátor
- John Myung – baskytara
- Mike Mangini – bicí, perkuse

Ostatní hudebníci
- Eric Rigler – dudy
- Filharmonici města Prahy
- Lzzy Hale - doprovodný zpěv (skladba 12 - druhá část)